# Sełeszczyna
Sełeszczyna (ukr. Селещина) – wieś na Ukrainie, w obwodzie połtawskim, w rejonie połtawskim, w hromadzie Masziwka. W 2001 liczyła 3458 mieszkańców.